# Instituto Técnico Industrial Pascual Bravo
El Instituto Técnico Industrial Pascual Bravo, Es uno de los primeros colegios públicos de la ciudad de Medellín y el primer colegio técnico del país con más de 90 años de existencia , en donde para lograr ser estudiante, antes se debe presentar un examen de admisión y una entrevista, por los cuales dependiendo de los resultados que estos generen podrá matricularse. Es uno de los principales centros de educación técnica pública de Colombia, tanto en extensión como en población estudiantil, el instituto se encuentra situado en el barrio Robledo pilarica de la ciudad de Medellín. Fue y es pionero en la calidad de la educación del país e incluso del exterior .
Su infraestructura actualmente se encuentra en comodato, ya que el propietario del Campus es la Institución Universitaria Pascual Bravo, quien a determinados ciclos administrativos reclaman el espacio.

## Historia[5]
El surgimiento del Instituto Técnico Industrial Pascual Bravo, desde los primeros años del siglo XX como Escuela de Artes y Oficios más tarde como institución educativa formal de carácter técnico industrial obedeció a todo un proceso social y económico en torno de las iniciativas oficiales y de las élites, que se inscribió en los ideales de modernidad y progreso económico nacional y 
regional.
Los intentos de desarrollar educación útil y práctica contrastaron con la necesidad de la élite empresarial de modernizar la naciente industria y la preocupación de las autoridades locales de dirigir la educación hacia el aprendizaje de un oficio, como una forma de ayudar el creciente proletariado obrero que llegó a las ciudades en aras de vincularse al proceso productivo.
Sin embargo la fuerza de trabajo no respondió a las necesidades de la industria, campesinos en su mayoría se desplazaron hacia las ciudades con el ánimo de vincularse a las nuevas ofertas de trabajo, acostumbrados a labores del campo y sin ninguna preparación en oficios se unieron a los que vivían en las ciudades que de igual manera no ofrecieron las condiciones de diversificación y preparación requeridas.
Se buscó entonces en primera instancia vincularlos al sistema productivo para que no fuesen un problema social,   preparándolos para que respondieran por sus familias,  alejándolos del ocio, las malas costumbres y aprendieran a vivir honesta y cristianamente gracias al aprendizaje de un oficio. 

### Su crecimiento y sus Necesidades
El crecimiento y las necesidades de las fábricas (textiles, cigarros, alimentos, bebidas, cerveza, azúcar) financiadas con capitales de las grandes familias colombianas y dotadas en su mayoría con tecnología extranjera en los primeros años del siglo XX, se ligó entonces a la existencia de una fuerza de trabajo abundante y barata pero poco calificada,  pues los trabajadores especializados eran escasos.
Si bien es cierto que los artesanos de la época conformaban una fuerza de trabajo importante, también lo era que su proceso productivo mostró un avance retrasado con respecto a la naciente industria en oficios como la sastrería, la zapatería, albañilería y la carpintería desarrollados principalmente desde el ámbito del hogar. 
Estos esfuerzos de formación práctica estuvieron a la par con la formación profesional que venía imponiéndose desde finales del siglo XIX
con la élite antioqueña en la preparación de sus hijos en el extranjero en profesiones técnicas como la geología, la ingeniería civil y agricultura.

### El Proyecto

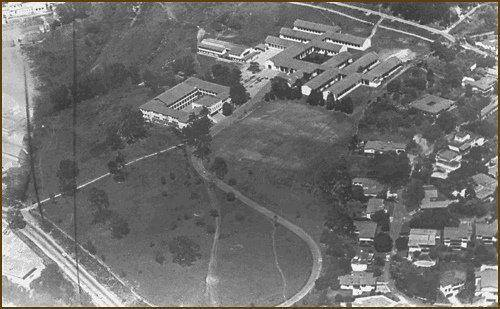
Vista aérea de los inicio del instituto

El proyecto de creación en 1888 de la Escuela de Minas de Medellín se inscribiría en los ideales de formación de educación superior. Considerada la primera Escuela Técnica del país dio a su primeros estudiantes una formación exclusivamente científica, se formaron entonces técnicos que pensaron en la ciudad y su desarrollo económico, ejemplo de ello Tulio Ospina, Pedro Nel Gómez, Argos. 
En esta línea y como un elemento importante de resaltar fue el hecho de que los sucesivos rectores desde los inicios del Pascual Bravo hasta la década del 60, serían egresados de la Escuela de Minas, así mismo sus primeros profesores para el inicio del ciclo tecnológico en los primeros años de la década del 70 fueron los ingenieros civiles egresados de la facultad de Minas, caso Iván Arango, Jaime Villa Mazo (rector), Hernán Gutiérrez, Jesús Posada, Alberto León Valencia, en asignaturas como química, geometría,  estadística para ingenieros,  física, álgebra. Ahora bien,  con la llegada de las congregaciones religiosas a finales del siglo XIX y la multiplicación de un proletariado obrero en los comienzos del XX, las escuelas de Artes y oficios se multiplicaron. 
Eran escuelas reservadas especialmente para mujeres y con un carácter marcadamente religioso.  La labor de la Iglesia cristiana en el sentido de considerar la educación de las hijas de los obreros como el eje de las familias, garantizaba la continuación de valores cristianos tradicionales, política que fue la principal defensa de la iglesia frente a los cambios socioeconómicos que conoció 
Colombia en los primeros 20 años del siglo XX.
No requerían de mucha infraestructura , máquinas de coser por ejemplo para la enseñanza de la costura y la confección, sin ninguna legislación general que las reglamentara, pues fijaban su programa de estudios con la complacencia de la Asamblea del departamento que las financiaba. 
Caso contrario ocurría en las escuelas Artes y Oficios para los jóvenes pues éstas requirieron de una inversión monetaria para la creación de los talleres,  adquisición de maquinaria y herramientas, costos que cubrían los departamentos a través de los fondos destinados a la Asamblea.

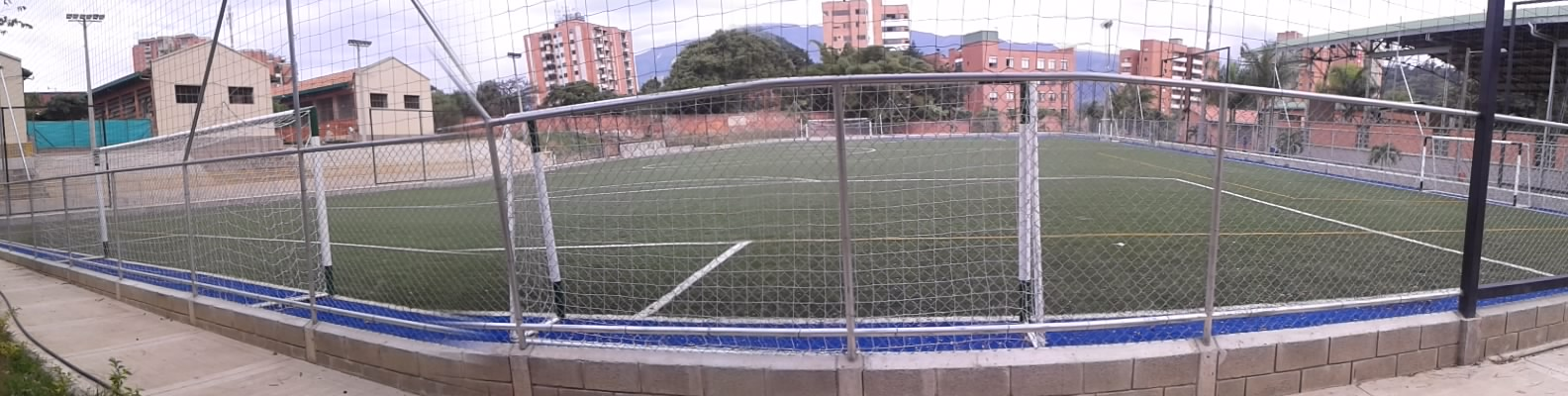
Panorámica de la Nueva Cancha Sintética del Campus.

El Instituto Técnico Industrial Pascual Bravo fue una iniciativa que se inscribió en este orden de ideas, creado por Ordenanza de la Asamblea Departamental n.º 37 de 1935 como Escuela de Artes y Oficios como un anexo de la Universidad de Antioquia,  se reorganizó en el año de 1938 como una institución industrial que dejó de pertenecer a la Universidad para depender directamente del gobernador, del director de instrucción pública y una junta nombrada por el Consejo Departamental;  su nombre desde ese momento sería el de Instituto Industrial Pascual Bravo. 

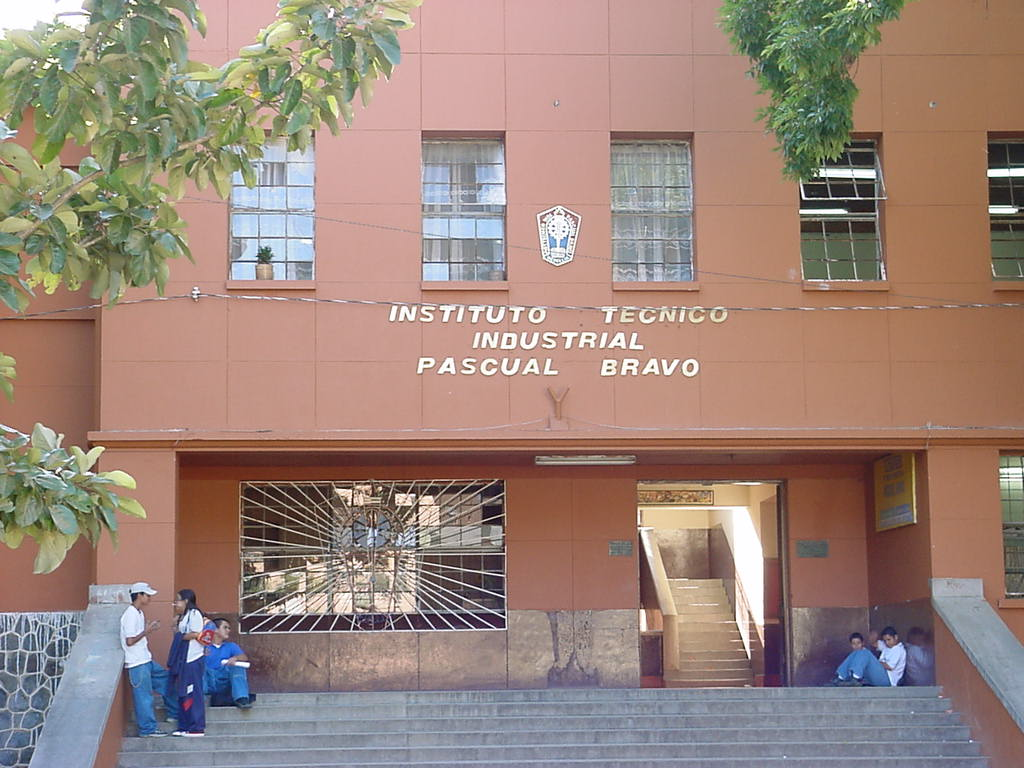
Fachada del bloque 1 del instituto.

En el año de 1942 el Departamento de Antioquia oficializó su entrega al Ministerio de Educación Nacional entidad a la que aún está inscrito. 
Poco se ha conocido de esos primeros años de vida y de su origen como una Escuela de Artes y Oficios pero esta información se encuentra referenciada sólo en los libros de la institución en su archivo histórico. 
Las historias contadas por sus estudiantes, directivas, profesores, empleados, han estado dentro del imaginario de todos aquellos que de una u otra forma hacemos parte de la institución y nuestra forma particular de contar nuestras 
experiencias.
Con ese referente inició el trabajo tratando de recoger de las fuentes primarias (el archivo histórico)  y secundarias (la memoria de las gentes) esos primeros años de formación y tratar de caracterizar la institución con sus alumnos,  sus profesores, sus planes de estudio y su vida social hasta 1970,  fecha en la cual se comienzan a suceder transformaciones de índole administrativo a través del 
Decreto 718 del 21 de marzo de 1966 que reorganizó la educación técnica superior y facultó al Ministerio de Educación para crear carreras intermedias en los institutos superiores caso Pascual Bravo. 
Trato de recrear la institución en la memoria de los documentos oficiales que han guardado en forma detallada caso las "Actas de Visitas ", sus más particulares formas de convivencia educativa. 
Mi deseo hubiese sido poder recoger información con los estudiantes de esta época pero fue difícil por el mismo espacio histórico pues tratar de ubicar a los centenares de hombres que en este momento son egresados no es fácil,  no hay al momento y tampoco se encontró en los archivos registros de domicilio de los estudiantes,  cabe anotar que las matrículas en esos primeros años se hacían de forma simplificada, tampoco se encontró en los archivos, actas de egresados que permita ubicar los domicilios laborales o familiares y más aún dichas direcciones al 2000 que escribo, han cambiado su nomenclatura.

## Filosofía

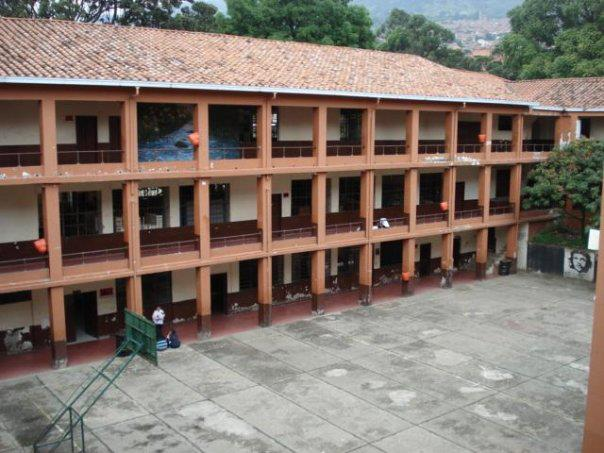
Interior del ITIPB, Así luce actualmente.

- Visión, El Instituto Técnico Industrial Pascual Bravo asumirá el liderazgo en la formación de excelentes bachilleres técnicos con capacidad de responder a una sociedad en permanente cambio y con una sólida formación ética que le permita vivir plenamente su desarrollo Integral.
- Misión, Nuestra misión es la educación de personas con capacidad de intervenir en las decisiones de su mundo, con una amplia formación para el trabajo, la producción,  la competitividad en los campos humanístico-laboral y con posibilidad de continuar estudios superiores.
- Valores

1. RESPETO
2. RESPONSABILIDAD
3. EXCELENCIA
4. COMPROMISO
5. AUTOESTIMA
6. SENTIDO DE PERTENENCIA
7. TRABAJO EN EQUIPO

- El fortalecimiento del Instituto, Su naturaleza TÉCNICA. Una de las formas de conocimiento fundamentales de los humanos es el obtenido a través de la acción transformadora, de la acción técnica, que parte de la fundamentación hasta la experimentación.

## Áreas Académicas
Para el logro de los objetivos de la educación básica se establecen áreas obligatorias y fundamentales del conocimiento y de la formación que necesariamente se tendrán que ofrecer de acuerdo con el currículo y el Proyecto Educativo Institucional. 

### Sexto a Noveno
1. MATEMÁTICA 4 horas/semana
2. LENGUA CASTELLANA 4 horas/semana
3. SOCIALES 4 horas/semana
4. CIENCIAS NATURALES 3 horas/semana
5. INGLÉS 2 horas/semana
6. EDUCACIÓN FÍSICA 2 horas/semana
7. TECNOLOGÍA E INFORMÁTICA 2 horas/semana
8. RELIGIÓN 1 hora/semana
9. ÉTICA 2 horas/semana (Semestralizada)
10. ARTÍSTICA 2 horas/semana (Semestralizada)
11. DIBUJO TÉCNICO 2 horas/semana
12. PRÁCTICA 4 horas/semana

### Décimo y Undécimo
1. MATEMÁTICA 3 horas/semana
2. FÍSICA 2 horas/semana
3. LENGUA CASTELLANA 3 horas/semana
4. FILOSOFÍA 1 hora/semana
5. CIENCIAS SOCIALES 1 hora/semana
6. CIENCIAS ECONÓMICAS 1 hora/semana
7. CIENCIAS POLÍTICAS 1 hora/semana
8. CIENCIAS NATURALES 2 horas/semana
9. INGLÉS 2 horas/semana
10. EDUCACIÓN FÍSICA 2 horas/semana
11. TECNOLOGÍA E INFORMÁTICA 1 hora/semana
12. RELIGIÓN 1 hora/semana
13. ÉTICA 2 horas/semana (Semestralizada)
14. DIBUJO TÉCNICO 2 horas/semana
15. TEORÍAY EMPRENDIMIENTO 2 horas/semana
16. PRÁCTICA 6 horas/semana
17. ARTÍSTICA 2 horas/semana (Semestralizada)

## Egresados destacados
En sus más de 80 años de existencia, el I.T.I.P.B. ha visto desfilar por sus aulas a personajes destacados en el ámbito nacional e internacional, en temas como la política, la música, la literatura, las artes, los deportes, entre otros.